# Podolí, Brno-venkov
Podolí là một làng thuộc huyện Brno-venkov, vùng Jihomoravský, Cộng hòa Séc.